# Blue My Mind
Blue My Mind ist ein Schweizer Coming-of-Age-Film/Horrorfilm der Regisseurin Lisa Brühlmann aus dem Jahr 2017. Der Film erzählt die Geschichte einer Teenagerin aus Zürich, die sich in eine Meerfrau verwandelt. Der Film ist an Festivals vorgeführt worden, bevor er in die Schweizer Kinos kam.

## Handlung
Die 15-jährige Mia Weber zieht mit ihren Eltern nach Zürich, da ihr Vater dort eine neue Stelle antritt. Sie muss sich mitten im Schuljahr in eine neue Klasse einleben. Mia freundet sich mit einer Gruppe Mädchen an, die als Problemschülerinnen gelten. Die Gruppe, angeführt von Gianna, experimentiert mit Sex, Drogen, begeht Ladendiebstähle und fälscht Unterschriften.
Mia fühlt sich immer weiter von ihren Eltern entfernt und vertraut sich einer Ärztin an, als ihre Zehen zusammenwachsen. Die Ärztin reagiert verwirrt auf Mias Angaben, dass ihre Zehen bis vor wenigen Tagen noch normal gewesen seien, da Syndaktilie angeboren ist. Mia erwacht in der Nacht und trinkt ein Glas Wasser mit Salz darin. Tags darauf isst sie zwei Goldfische aus dem Aquarium ihrer Mutter und übergibt sich danach. Mia ist klar: Die Veränderungen, die sie durchmacht, hängen nicht nur mit der Pubertät zusammen.
Kurz vor ihrem 16. Geburtstag versucht Mia, die Wahrheit über sich selbst herauszufinden. Sie stellt fest, dass es keine Bilder ihrer Mutter gibt, auf denen sie schwanger ist. Die Mutter wiegelt ab und meint, dass die Bilder irgendwo in den Umzugskartons sein müssen. Mias Frage, warum sie ihren Eltern nicht gleiche, bleibt unbeantwortet. Derweil verändert sich ihr Unterkörper. Ihre Beine weisen zuerst dunkle Flecken auf, werden dann schuppig. Mia versteckt diese Veränderungen, während ihr Leben mit ihren Freundinnen immer exzessiver wird.
Nach einer weiteren, wilden Partynacht wacht Mia auf und stellt fest, dass sich ihre Beine in eine Flosse verwandelt haben. Sie ruft ihre Freundin Gianna an. Die beiden fahren ans Meer, wo Mia angibt, keine Angst zu haben, ihre Mutter ein letztes Mal anruft und dann davonschwimmt.

## Produktion
Blue My Mind ist mit wenigen Ausnahmen an den Originalschauplätzen in der Stadt Zürich gedreht worden. Das Einkaufszentrum Glattzentrum, der Irchelpark sowie eine nahegelegene Haltestelle der Strassenbahn sind neben einer Arztpraxis nahe dem Einkaufszentrum Sihlcity und in der Schule Rebhügel prominent im Bild. Ein Schulausflug führt Mia und ihre Klasse in den Schweizer Freizeitpark Conny-Land.

## Festivals (Auswahl)
- 2017: San Sebastian Internationales Film Festival[5]
- 2017: Zurich Film Festival
- 2017: Fantastic Film Fest Austin, Texas[6]
- 2017: São Paulo International Film Festival
- 2017: Alice Nella Città – Film Festival Rom
- 2018: Neuchâtel International Fantastic Film Festival
- 2018: Locarno Film Festival

## Auszeichnungen und Nominierungen
- 2017: Zurich Film Festival – Gewinner Golden Eye für den besten Film im Fokus von Schweiz, Deutschland und Österreich, sowie Gewinner des Critics’ Choice Award und Filmpreis der Zürcher Kirchen
- 2018: Schweizer Filmpreis – Gewinner in den Kategorien Bester Spielfilm, Bestes Drehbuch und Beste Darstellerin (Luna Wedler), Nominierung in der Kategorie Beste Kamera, Beste Filmmusik, Beste Montage und Beste Darstellung in einer Nebenrolle (Zoë Pastelle Holthuizen)[7]
- 2018: Brussels International Fantastic Film Festival – Gewinner 7e Parallèle[8]
- 2018: Deutsch-Französischer Jugendpreis Kinema, Internationales Filmfestival, Braunschweig